# Creede
Creede é uma cidade  localizada no estado americano do Colorado, no Condado de Mineral.

## Demografia
Segundo o censo americano de 2000, a sua população era de 377 habitantes.
Em 2006, foi estimada uma população de 409, um aumento de 32 (8.5%).

## Geografia
De acordo com o United States Census Bureau tem uma área de
1,6 km², dos quais 1,6 km² cobertos por terra e 0,0 km² cobertos por água. Creede localiza-se a aproximadamente 2713 m acima do nível do mar.

## Localidades na vizinhança
O diagrama seguinte representa as localidades num raio de 72 km ao redor de Creede.